# Districtul Ksar Boukhari
Ksar Boukhari este un district din provincia Médéa, Algeria.